# Serena Ryder
 (février 2025).
La mise en forme du texte ne suit pas les recommandations de Wikipédia : il faut le « wikifier ».
Les points d'amélioration suivants sont les cas les plus fréquents. Le détail des points à revoir est peut-être précisé sur la page de discussion.
- Les titres sont pré-formatés par le logiciel. Ils ne sont ni en capitales, ni en gras.
- Le texte ne doit pas être écrit en capitales (les noms de famille non plus), ni en gras, ni en italique, ni en « petit »…
- Le gras n'est utilisé que pour surligner le titre de l'article dans l'introduction, une seule fois.
- L'italique est rarement utilisé : mots en langue étrangère, titres d'œuvres, noms de bateaux, etc.
- Les citations ne sont pas en italique mais en corps de texte normal. Elles sont entourées par des guillemets français : « et ».
- Les listes à puces sont à éviter, des paragraphes rédigés étant largement préférés. Les tableaux sont à réserver à la présentation de données structurées (résultats, etc.).
- Les appels de note de bas de page (petits chiffres en exposant, introduits par l'outil «  Source ») sont à placer entre la fin de phrase et le point final[comme ça].
- Les liens internes (vers d'autres articles de Wikipédia) sont à choisir avec parcimonie. Créez des liens vers des articles approfondissant le sujet. Les termes génériques sans rapport avec le sujet sont à éviter, ainsi que les répétitions de liens vers un même terme.
- Les liens externes sont à placer uniquement dans une section « Liens externes », à la fin de l'article. Ces liens sont à choisir avec parcimonie suivant les règles définies. Si un lien sert de source à l'article, son insertion dans le texte est à faire par les notes de bas de page.
- La présentation des références doit suivre les conventions bibliographiques. Il est recommandé d'utiliser les modèles {{Ouvrage}}, {{Chapitre}}, {{Article}}, {{Lien web}} et/ou {{Bibliographie}}. Le mode d'édition visuel peut mettre en forme automatiquement les références.
- Insérer une infobox (cadre d'informations à droite) n'est pas obligatoire pour parachever la mise en page.

Pour une aide détaillée, merci de consulter Aide:Wikification.
Si vous pensez que ces points ont été résolus, vous pouvez retirer ce bandeau et améliorer la mise en forme d'un autre article.
Pour les articles homonymes, voir Ryder.
Serena Lauren Ryder, née à Toronto le 8 décembre 1982, est une artiste canadienne.
Née à Toronto, elle a grandi à Milbrook (en), en Ontario. Elle obtient une reconnaissance nationale avec sa chanson Weak in the Knees sortie en 2007. « J'ai écrit beaucoup quand j'avais environ 11 ans », raconte Serena. « Je n'écrivais pas dans mon journal intime ; j'avais besoin d'exprimer quelque chose de plus profond que cela, que je ne pouvais exprimer en conversant. Je chante depuis que je suis toute petite ; j'interprétais des chansons populaires pendant des spectacles. Mais quand j'ai obtenu ma guitare, un nouveau monde s'est ouvert pour moi. J'ai réalisé que je pouvais mettre ma poésie dans des chansons et connecter deux choses différentes. ».
Elle grandit en écoutant les disques des Beatles et de Leonard Cohen qu’elle trouve dans la collection de ses parents. Elle commence à chanter en public très jeune et c'est lorsqu’elle reçoit une guitare de la part de son père à 13 ans qu'elle commence l'apprentissage de cet instrument. À 18 ans, elle fait des démos et des performances, ce qui la conduit à CBC Radio où elle a une invitation pour chanter en direct. Un musicien nommé Hawksley Workman l’entend et immédiatement la contacte pour l’inviter à enregistrer un album pour sa maison de disque Isadora (en).
Avec l'aide de Workman et de deux autres musiciens, Serena Ryder enregistre sa musique. De cette collaboration nait l’album Unlikely Emergency sorti en 2004 au Canada et en 2005 États-Unis. Cet album est reçu favorablement par la critique et Ryder participe au Canadian Songwriters Hall of Fame Press Conference de 2005.
En 2006, elle sort son deuxième album If your Memory Serves you Well, qui contient 12 reprises et trois chansons originales. Cet album lui permet de faire la première partie d'un concert de Aerosmith. D’autre part, elle reçoit le Prix Juno pour la meilleure nouvelle artiste à la suite de la sortie en novembre 2008 de son album Is it O.K. Sa carrière aux États-Unis prend de l’ampleur lorsqu’en 2010, elle chante avec le gagnant d’American Idol, Jason Castro sur son album.
D’une autre part, Serena Ryder est une artiste visuelle. Elle dessine, peint, fait des sculptures et des collages. Quelques peintures qu’elle a faites ont été vendues pour des œuvres de charité, comme « The Kidney Foundation of Canada ». De plus, elle apporte son soutien à plusieurs organisations de charités au Canada et à l’international. Elle est impliquée avec Young Artists for Haiti, Time for Climate Justice Campaign et Canadian Kidney Foundation, Peterborough MusicFest et Fashion cares.
Serena Ryder a aussi fait une percée dans le monde de la radio. En septembre 2018, elle anime sa propre émission radiophonique, le Serena Ryder Radio Show.

## Biographie

### Enfance, premiers succès et intérêt pour la musique
Serena Ryder est enfant unique. Sa mère, Barbara Ryder, est danseuse et choriste pour d'autres musiciens en tournées. De plus, Glen Sorzano, son père biologique, guitariste et percussionniste d'origine trinidadienne, a fondé la formation musicale caribéenne les Tradewinds en compagnie de Dave Martins. Lorsqu’elle a 7 ans, elle chante dans des hôtels. Aussi, à 13 ans, elle commence à jouer de la guitare puisque son père adoptif Andrew McKibbon lui en a offerte une. À 15 ans, elle joue des vieux classiques et des chansons Folk avec son enseignante dans des cafés. Elle participe au programme d’Art intégré au Collège de Peterborough, fréquente un institut musical et prend des leçons de musique avec Terry Finn à la Finn's House of Music.
À 17 ans, elle quitte Millbrook pour s'établir à Peterborough. En 1998, elle est approchée par Damon de Szegho, propriétaire d’une maison de disque indépendante de Peterborough. Elle enregistre une démo de 5 chansons sur cassette et elle en vend suffisamment pour financer son premier album CD indépendant, Falling Out, lancé en 1999 par cette maison de production. C'est à cette époque qu'elle fait la connaissance de Kellie Bonnici qui devient son imprésario après l'avoir vue sur scène au Festival folk de Peterborough en 2001, lorsque Ryder reçoit le premier prix de la catégorie nouvel artiste du Festival. C'est ce prix qui permet à Serena Ryder et à Kellie Bonnici de se rendre à un colloque régional d'un festival de musique et de faire des contacts importants. Kellie Bonnici travaille de concert avec Serena Ryder pour lancer deux albums, Live at the Market Hall et A Day in the Studio en 2002.
À 18 ans, elle se produit au Black Sheep Inn à Wakefield, un village dans l'ouest du Québec. Le Black Sheep Inn est reconnu pour la qualité des musiciens qui s'y produisent. Alors qu'elle est sur scène, le propriétaire du Black Sheep Inn, Paul Symes, est épaté par le talent de Serena Ryder et appelle Bill Stunt, producteur de l'émission radiophonique Bandwidth sur les ondes de la CBC et lui laisse un enregistrement de Serena sur scène sur sa boîte vocale. Bill Stunt et Paul Symes invitent Serena Ryder à se produire une fois de plus pour un spectacle qui sera enregistré pour l'émission Bandwidth au Black Sheep Inn. On y enregistre ce qui deviendra son deuxième album en direct Serena Ryder Live en 2003.
À la suite de cela, Erin Benjamin (qui était président du Conseil ontarien des festivals folks) invite Serena Ryder à se produire lors de son passage à un colloque sur la musique à Winnipeg. Kellie Bonnici, son imprésario à l'époque, rencontre Avril Benoit, animatrice sur les ondes de la CBC pendant l'un des spectacles promotionnels de Serena. Elles conviennent ensuite d'une entrevue dans le cadre de l'émission Here and Now sur les ondes de la CBC. C'est à ce moment que le musicien Hawksley Workman et son imprésario d'alors, Sandy Pandya, entendent Serena pour la première fois. Après quelques rencontres avec Hawksley et Sandy, Serena est invitée à enregistrer un album sur le label de Hawksley Workman, Isadora Records en 2004. Peu de temps après, Serena Ryder et Kellie Bonnici mettent fin à leur relation professionnelle à l'amiable, et Serena Ryder embauche Sandy Pandya comme imprésario.

### 2005-2006: importante percée
Avec l’aide de Workman et de deux autres musiciens, Serena Ryder entreprend l’enregistrement de l’album Unlikely Emergency qui sort en 2004 et aux États-Unis l’année suivante. Cet album connaît un important succès qui lui permet de se produire, en 2005, au Canadian Songwriters Hall of Fame Press Conference. À la suite de cette prestation, elle fait des cover pour des chansons de musiciens canadiens telle que la chanson Just Another Day qui tourne sur plusieurs stations radiophoniques, dont CHUM-FM.

### 2006-2007
En 2006, elle sort l’album If yYur Memory Serves You Well, qui contient 12 reprises et trois chansons originales. On y retrouve entre autres, Sisters of Mercy de Leonard Cohen, Good Morning Starshine de Galt MacDermot, This wheels's on Fire écrite par Bob Dylan- Rick Danko, popularisée par The Band ainsi que It Doens't Matter Anymore de Paul Anka. L’album comprend aussi la chanson Hiding Place qui a été entendu pour la première fois au Black Sheep Inn en 2002. Grâce à cet album, elle fait la première partie d'un concert de Aerosmith. Le second album studio de Serena Ryder est lancé sous le label EMI en novembre 2006. En effet, cet album est une collection de grandes chansons qui ont marqué l'histoire musicale canadienne depuis 100 ans.
Told you in a Whispered Song sort le 19 juin 2007. Cet album est une version acoustique de plusieurs chansons écrites par Serena Ryder. Durant cette même année, elle fait plusieurs spectacles au Canada dont un spectacle à l’Île-du-Prince-Édouard en juillet 2007 avec des groupes comme Aerosmith, 54-40 et Cheap Trick.
Serena Ryder fait aussi des spectacles en Australie et elle est invitée à RocKwiz sur SBS ou elle parle de ses connaissances pour la musique Rock, chante des parties de chansons et performe la chanson finale avec Lior.

### 2008-2010
En avril 2008, elle remporte le Prix Juno du nouvel artiste de l'année sous le label EMI. Ensuite, le 11 novembre 2008, elle lance son nouvel album Is It O.K sous label EMI au Canada et elle fait plusieurs spectacles à travers le monde. Le premier single tiré de cet album est Little Bit of Red qui gagne un Prix Juno en 2010 pour la meilleure vidéo de l’année. De plus, on retrouve la chanson All for Love qui figure sur cet album dans un épisode de l'émission américaine Private Practice sur les ondes de la chaîne télévisée américaine ABC. L'album Is It O.K. remporte le Prix Juno pour l'album alternatif adulte de l'année.
Serena Ryder commence alors à souffrir d’anxiété après la sortie de son album intitule Is it O.K. en 2008. Lorsqu’elle revient chez elle après la promotion aux États-Unis, sa condition empire. Elle a une entrevue sur Canada Am-CTV Television à Toronto le 8 février 2013 afin de parler ouvertement de la dépression qu'elle finit par vaicnre afin d'aider les gens qui en souffrent.
En 2009, Serena Ryder apparait sur le site officiel de Bruce Springsteen, en faisant une reprise de sa chanson Racing in the Street. Cette vidéo fait partie de la section Hangin' On E Street disponible sur le site. La même année, la chanson Sing, Sing est sélectionnée pour Music Monday, un évènement spécial au cours duquel deux millions d'élèves canadiens chantent en classe le 5 mai 2009.
Ryder enregistre la chanson You Can Always Come Home en duo avec le chanteur Jason Castro, un ancien participant de l'émission American Idol pour son premier album solo. En somme, elle est nommée pour le prix Juno de l'artiste de l'année le 29 mars 2009.
En 2010, elle remporte le prix Juno pour la vidéo de l'année pour la vidéo Little Bit of Red réalisée par Marc Ricciardelli sous label EMI. D’autre part, elle reçoit le Juno Award pour la meilleure nouvelle artiste à la suite de la sortie en novembre 2008 de son album Is it O.K.

### Depuis 2011
En février 2011, elle effectue une tournée avec Melissa Etheridge à travers le Canada. Sa chanson Broken Heart Sun devient un duo avec Etheridge et est lancée sur EP. Ryder chante Broken Heart Sun avec Etheridge au Prix Juno la même année.
Elle tombe aussi amoureuse, ce qui est sa principale source d’inspiration pour les chansons qui figurent sur l’album Harmony.
Après avoir écrit d'autres chansons pendant qu'elle est à Los Angeles avec Jerrod Bettis et Jon Levine, Ryder lance Harmony le 27 novembre 2012. Le premier single Stompa, coécrit avec Bettis, figure dans un épisode de la série télévisée américaine d'ABC, Grey's Anatomy et a rapidement gravi les palmarès pour être certifié platine en janvier 2013. Aux États-Unis, moins de deux mois après son lancement, la chanson se classe au 14e rang dans les palmarès.
Au Canada, Ryder est devenue la première artiste à être au numéro un du palmarès Top 20 de la CBC quelques jours seulement après le lancement d'Harmony. Avec Stompa, elle se positionne dans quatre formats radiophoniques : Modern Rock, Hot AC, Top 40 et Adult Contemporary. Une autre chanson tirée de l'album Harmony, What I Wouldn't Do, est aussi lancée comme single un peu plus tard en 2013. Cette chanson sert pour la vidéo promotionnelle de l'équipe de football Saskatchewan Roughriders. Serena Ryder se produit le soir de l'ouverture du Festival Luminato de Toronto le 14 juin 2013. Elle s'est aussi produite au Stampede de Calgary le 6 juillet 2013 ainsi qu'à plusieurs autres festivals à travers le Canada cette année-là tout en complétant sa tournée canadienne. Le 17 juillet 2013, elle prend part à sa première émission américaine avec Stompa au The Tonight Show avec Jay Leno devant 37 millions de téléspectateurs. Poursuivant sa percée à la télévision américaine, elle se produit au spectacle Queen Latifah le 6 décembre 2013 devant 10 millions de téléspectateurs. Toujours en 2013, elle obtient le prix Juno pour l'Album alternatif de l'année avec Harmony et une nomination pour la Chanson de l'année avec Stompa. Ensuite, elle reçoit le prix MuchMusic pour la vidéo Rock/alternatif de l'année pour Stompa.
Le premier spectacle de la tournée Harmony aux États-Unis a lieu à Denver au Colorado au Bluebird Theater le 20 août 2013. Lee DeWyze est l'artiste qui ouvre la soirée. Ensuite, le 3 décembre 2013, Ryder, qui a traduit en français trois chansons de l'album Harmony, se produit sur les ondes de V Télé à l'émission québécoise En mode Salvail, animée par Éric Salvail.
Le 11 décembre 2013, elle donne un spectacle-bénéfice pour les jeunes en difficulté au Théâtre Corona de Montréal. De plus, elle passe l'après-midi avec les gens d’Un Bon Dieu dans la Rue[Quoi ?]. Elle chante sur la scène du spectacle du Jour de l'An d'ET Canada qui a lieu à Niagara Falls. Parmi les artistes qui font l’évènement figurent Céline Dion, Demi Lovato et Sam Roberts.
Le 15 février 2014, Serena Ryder chante en direct sur les ondes de Télé-Québec dans une émission québécoise nommée Belle et Bum animée par Normand Brathwaite et Geneviève Borne. Le 16 février 2014, elle chante l'hymne national à La Nouvelle-Orléans en Louisiane devant plus de 8 millions de téléspectateurs lors d'un match de basketball All-Star Game de la NBA. Cette même année, elle enregistre la chanson To Love Somebody avec le chanteur québécois Bobby Bazini.
En mai 2015, Serena Ryder enregistre la chanson Together We Are One, la chanson thème des Jeux panaméricains de 2015. La chanson se classe #1 au classement de Radio 2 Top 20 la semaine du 17 juillet 2015. Elle chante cette chanson lors de la cérémonie de clôture des Jeux en compagnie de Kanye West et Pittbull.
Elle lance son single Got Your Number le 24 juin 2016 et son septième album Utopia le 26 mai 2017. Utopia contient 17 chansons et Serena Ryder confie qu'elle a longuement songé à lancer un album triple. Un album EP appelé Electric Love est aussi lancé le même jour avec une chanson inédite, Revival,. Le premier single tiré d'Utopia est «Electric Love».
Le 9 mars 2018, la chanson Be the Ones' est sélectionnée comme chanson thème officielle des Jeux d'hiver de l'Arctique 2018. Serena Ryder, porte-parole officielle de la campagne Bell Cause pour la cause pour en finir avec la stigmatisation des maladies mentales, est honorée pour son travail le 4 avril 2018 lors de l'événement Mad about Margaret, organisme fondé par Margaret Trudeau.
Serena Ryder lance son single «Famous» avec Simon Ward du groupe The Strumbellas pour le marché américain le 6 avril 2018 . Co-écrit avec Simon Wilcox et Simon Ward, Famous est une chanson sur la société et son obsession avec les médias sociaux et les gens qui cherchent à tout prix à être célèbres.
Le 11 août 2018, Serena Ryder est invitée par Billy Talent à prendre part au concert-benefice #TorontoStrong après la fusillage sur la Danforth le 22 juillet 2018. On y retrouvait aussi City and Colour, Maestro Fresh-Wes, and PUP.
Le 9 septembre 2018, elle participle au gala de la musique country canadienne, les CCMA, où elle chante un duo avec Bret Kissel. Le 23 septembre 2018, elle se lance dans une nouvelle aventure : elle anime sa propre émission radiophonique, le Serena Ryder Radio Show sur les ondes de CHFI-FM. Son émission est rediffusée dans tout le Canada,.
En avril 2018, elle fait une apparition à l'émission La Voix,.

## Influences
La musique de Serena Ryder est influencée par le R&B, le jazz, le folk, le country, la musique classique et le blues. Elle mentionne que ses plus grandes influences sont Michael Jackson, Janet Jackson, Ella Fitzgerald, Roger Miller, Hank Williams, John Prine, Paul Simon, Linda Ronstadt, Buddy Holy, TLC, Stevie Nicks, Crystal Volume, Neil Young, The Rolling Stones, Wham!, Culture Club, Supertramp, The Beatles, David Bowie et Leonard Cohen[réf. nécessaire].
Auteure compositrice-interprète, elle possède une voix ayant un registre de trois octaves qui est considérée mezzo-soprano, profonde et puissante. Son timbre de voix a été décrit comme étant un peu nasal avec un registre bas. Elle peut atteindre des notes très hautes en voix pleines autant que des notes très basses. Elle contrôle son vibrato et ses crescendo/decrescendo. Certains l’ont comparé à Aretha Franklin pour la maturité qu’elle a dans sa voix.

## Discographie

### Falling out
Falling out est le premier album studio de Serena Ryder. Il a été produit à Peterborough, Ontatio, Canada, en décembre 1999 par la maison de production de disque indépendante nommée Mime Radio.
Liste des Chansons:
1. Falling Out (song)
2. Walking Slowly
3. Fall
4. Orderly Refrain
5. Brown Haired Boy
6. The Tight Way
7. The Perfect Mirror
8. Crazy Boy
9. Box Under Your Bed
10. Brown haired Boy (Arrangement différent)

### Serena Ryder Live
L’album Serena Ryder Live a été enregistré à Black Sheep Inn à Wakefield, Québec, Canada en octobre 2002. Cet album a originellement été enregistré pour un enregistrement diffusé sur CBC Radio. L’album a été mis en vente en 2003.
Liste des chansons:
1. Hiding Place
2. Rust Looks Like Wood
3. Winter Waltz
4. Fortune's Wheel
5. Easy Enough
6. Melancholy Blue

### Unlikely Emergency
Unlikely Emergency a été mis en vente le 5 avril 2005 et a été produit par Redbird. En 2009, la chanson Sing sing a été choisie pour le Music Monday. Toutes les chansons sont de Serena Ryder sauf At Last.
Liste des chansons:
1. Sing Sing: 0:39
2. Just Another Day : 3:59
3. Again by You : 3:39
4. Every Single Day : 3:42
5. And Some Money Too : 4:16
6. Skin Crawl : 3:50
7. Daydream : 3:41
8. Stay for an Hour : 3:29
9. Unlikely Emergency : 3:58
10. At Last : 2:10

### If Your Memory Serves you Well
If Your Memory Serves You Well est sorti le 14 novembre 2006 sur EMI Music Canada. Ce disque contient en majorité des covers de classiques musicaux faits par des compositeurs canadiens. Il contient aussi trois chansons écrites par Serena Ryder.
Au Canada, l'album a été certifié disque d'or le 5 novembre 2007. De plus, la chanson Weak in the Knees a été certifiée or pour les téléchargements le 25 janvier 2012.
Liste des chansons:
1. Sisters of Mercy (Cohen)
2. Good Morning Starshine (MacDermot/Rado/Ragni)
3. This Wheel's on Fire (Danko/Dylan)
4. My Heart Cries for You (Sigman/Faith)
5. Some of These Days (Brooks)
6. Quand les hommes vivront d'amour
7. It Doesn't Matter Anymore (Anka)
8. (Take Me for a Walk in the) Morning Dew (Dobson)
9. Boo Hoo (Heyman/Loeb/Lombardo)
10. Coconut Grove (Sebastian/Yanovsky)
11. You Were on My Mind (Fricker)
12. Last Night I Had the Strangest Dream (McCurdy)
13. Weak in the Knees (Ryder)
14. Out of the Blue (Ryder/Bachman)
15. Just Another Day (Ryder)

### Is It O.K?
Is It O.K? est produit par Atlantique. Ce disque est sorti le 11 novembre 2008 au Canada et gagne le prix de l’album alternatif de l’année au Juno Awards en 2009. Il est certifié or le 22 avril 2009.
Liste des chansons:
1. Sweeping the Ashes (Serena Ryder) – 4:42
2. Little Bit of Red (Dave Bassett, Serena Ryder) – 3:30
3. Brand New Love (Serena Ryder) – 3:51
4. Hiding Places (Serena Ryder) – 4:00
5. Blown Like the Wind at Night (Jeen O'brien, Serena Ryder) – 3:41
6. All for Love (John Alagia, Steve Mcewan, Serena Ryder) – 3:57
7. Weak in the Knees (Serena Ryder) – 3:40
8. Stumbling Over You (Mikal Blue, Serena Ryder) – 3:32
9. Why Can't I Love You (Serena Ryder, Brian Howes) – 3:53
10. Truth (Serena Ryder) – 3:43
11. Is It O.K. (Serena Ryder, Mikal Blue) – 3:44
12. What I Wanna Know (Serena Ryder, JimDuguid) – 3:50
13. Dark as the Black (Serena Ryder) – 4:38
14. Racing in the Street (Acoustic CoverVersion) – 4:12 (édition bonus)
15. No Air (featuring The Beauties) – 3:34 (idem)
16. The Funeral {featuring The Beauties} – 6:38 (idem)
17. Slow (featuring The Beauties) – 2:56 (idem)

### Harmony
Harmony est le sixième album studio de Serena Ryder. Il est sorti le 27 novembre 2012 au Canada sur EMI Music Canada et le 27 août aux États- Unis. Une édition française contenant des chansons bilingues de deux chansons est sortie le 24 septembre 2013 au Québec. La chanson Stompa est sortie le 27 septembre 2012 au Canada et le 26 février 2013 aux États-Unis. Cette chanson a été classée 8e dans le Canadian Hot 100. Le titre What I wouldn’t do est sorti en novembre 2012 et a aussi atteint la huitième place du Canadian Hot 100.
Cet album a reçu trois nominations aux Juno Awards en 2013. Il a remporté l’album alternatif de l’année, a été certifié or par Music Canada le 7 février 2013 et a obtenu sa certification Platinum en juillet 2013.
Liste des chansons :
1. What I Wouldn't Do (Ryder, Jerrod Bettis) - 3:40
2. Fall (Ryder, Jon Levine) - 3:30
3. Call Me (Ryder, Meghan Kabir) - 3:35
4. Baby Come Back (Ryder, Bettis) - 4:47
5. Please Baby Please (Ryder, Dan Burns, Aidan Hawken) - 4:37
6. For You (Ryder, Levine, Screamin' Jay Hawkins) - 4:04
7. Heavy Love (Ryder, Bettis) - 3:19
8. Stompa (Ryder, Bettis) - 3:41
9. Mary Go Round (Ryder, Jeff Coplan) - 3:28
10. Nobody But You (Ryder) - 0.51

### Utopia
Utopia est le septième album studio de Serena Ryder. Il est sorti le 26 mai 2017 au Canada sur Serenader Source et Universal Music Canada. La chanson Got Your Number et la chanson Electric Love ont été lancées comme single pour cet album.
Liste des chansons
| 1.  | Got Your Number | 3:08 |
| 2.  | Electric Love   | 3:28 |
| 3.  | Sanctuary       | 4:02 |
| 4.  | Me and You      | 3:15 |
| 5.  | Firewater       | 3:04 |
| 6.  | Killing Time    | 3:10 |
| 7.  | Ice Age         | 3:14 |
| 8.  | Hands           | 3:39 |
| 9.  | Wild and Free   | 3:39 |
| 10. | It's No Mistake | 3:37 |
| 11. | Wolves          | 3:11 |
| 12. | Utopia          | 3:12 |
| 13. | Roller Coaster  | 3:30 |
| 14. | Saying Hello    | 3:38 |
| 15. | Hurts           | 3:31 |
| 16. | Fire Escape     | 3:43 |
| 17. | The Flame       | 3:32 |

,,

### Christmas Kisses
Christmas Kisses est le huitième album studio de Serena Ryder. Elle avait déjà lancé le single de Noël Calling to Say en 2007 puis en décembre 2017, elle avait enregistré Happy Xmas (War Is Over) le classique de John Lennon et Yoko Ono avec Shawn Hook, Lancé le 19 octobre 2018, l'album est le premier album jazz et de Noël de Serena Ryder. Il a été lancé par Serenader Source et Universal Music Canada.
Liste des chansons
| 1.  | Let It Snow                            | 2:25 |
| 2.  | Christmas Kisses                       | 3:28 |
| 3.  | White Christmas                        | 3:51 |
| 4.  | Santa Claus Is Coming to Town          | 2:55 |
| 5.  | Blue Christmas                         | 2:07 |
| 6.  | I'll Be Home for Christmas             | 4:35 |
| 7.  | Jingle Bell Rock                       | 2:12 |
| 8.  | Have Yourself a Merry Little Christmas | 2:43 |
| 9.  | Santa Baby                             | 3:21 |
| 10. | Christmas Song                         | 2:21 |

## Duos en anglais
| No  | Titre                                                                                      | Producteur(s)   | Durée |
| --- | ------------------------------------------------------------------------------------------ | --------------- | ----- |
| 1.  | Bodies and Minds (avec les Great Lake Swimmers), (album Lost Channels, 2005)               |                 | 3:48  |
| 2.  | Your Rocky Spine (avec les Great Lake Swimmers), (album Ongiara, 2007)                     |                 | 3:36  |
| 3.  | That's No Way To Say Goodbye (avec Adam Cohen), 2008)                                      |                 | 4:06  |
| 4.  | Heart of Gold (avec Lior), 2008)                                                           |                 | 3:17  |
| 5.  | Everything is Moving So Fast (avec les Great Lake Swimmers), (album Legion Sessions, 2009) |                 | 4:09  |
| 6.  | So Ready (avec Milosh Pfisterer), 2009)                                                    |                 | 4:33  |
| 7.  | You Can Always Come Home (avec Jason Castro), (album Love Uncompromised, 2009)             |                 | 3:19  |
| 8.  | Stones Under Rushing Water (avec NEEDTOBREATHE), (album The Outsiders, 2009)               |                 | 3:19  |
| 9.  | Lonely In Columbus (avec Stephen Kellogg and the Sixers), (album The Bear, 2010)           |                 | 4:23  |
| 10. | Walk That Way (avec Jimmy Rankin), (album Forget About The World, 2011)                    |                 | 3:38  |
| 11. | Broken Heart Sun (avec Melissa Etheridge, 2011)                                            |                 | 3:33  |
| 12. | My Heart Has Wings (avec Aengus Finnan) (album North Wind, 2011)                           |                 | 4:25  |
| 13. | Black Sheep (avec Blackie & the Rodeo Kings) (album Kings and Queens, 2011)                |                 | 3:05  |
| 14. | If I Can't Have You (avec Blackie & the Rodeo Kings) (album Kings and Queens, 2011)        |                 | 5:28  |
| 15. | Fire It Up (avec Johnny Reid) (album Fire It Up, 2012)                                     |                 | 3:45  |
| 16. | All Over Again (avec Jerry Leger) (album Some Folks Know, 2012)                            | - Tim Bovaconti | 3:04  |
| 17. | Beat This Heart (avec Tim Chiasson) (album The Other Side, 2012)                           |                 | 3:01  |
| 18. | When You Know (avec Matt Epp) (album Learning To Lose Control, 2013)                       |                 | 4:20  |
| 19. | Heart of Gold (avec Gord Downie), 2013)                                                    |                 | 3:17  |
| 20. | I'm Alive (avec Michael Franti & Spearhead), 2013)                                         |                 | 3:43  |
| 21. | Uh-Oh (avec Jeremy Fisher) (album The Lemon Squeeze, 2014)                                 |                 | 3:24  |
| 22. | In The Morning (avec The Trews) (album The Trews, 2014)                                    |                 | 4:33  |
| 23. | To Love Somebody (avec Bobby Bazini) (album Where I Belong, 2014)                          |                 | 5:01  |
| 24. | Counting Stars (avec One Republic), 2014)                                                  |                 | 5:01  |
| 25. | Hard Love (avec NEEDTOBREATHE) (album Hard Love, 2016)                                     |                 | 3:24  |
| 26. | Happy Xmas (War is Over) (avec Shawn Hook) 2017)                                           |                 | 3:05  |
| 27. | Famous (avec Simon Ward), 2018)                                                            | - Dave Cobb     | 4:18  |
| 28. | Walk In The Park (avec Colin Macdonald), 2018)                                             |                 | 3:05  |
| 29. | What I Wouldn't Do (avec Brett Kissel), 2018)                                              | - Jerrod Bettis | 3:39  |

## Tournées et spectacles
Parmi les performances marquantes de Serena Ryder en 2014, on compte son extraordinaire performance à Ottawa au Parlement pour la fête du Canada ainsi qu’au Folk Festival d’Ottawa, Serena Ryder fait maintenant le «Australian Stompa Tour». Elle est maintenant à l’international et elle a fait quelques spectacles en Australie au mois d’avril 2015.

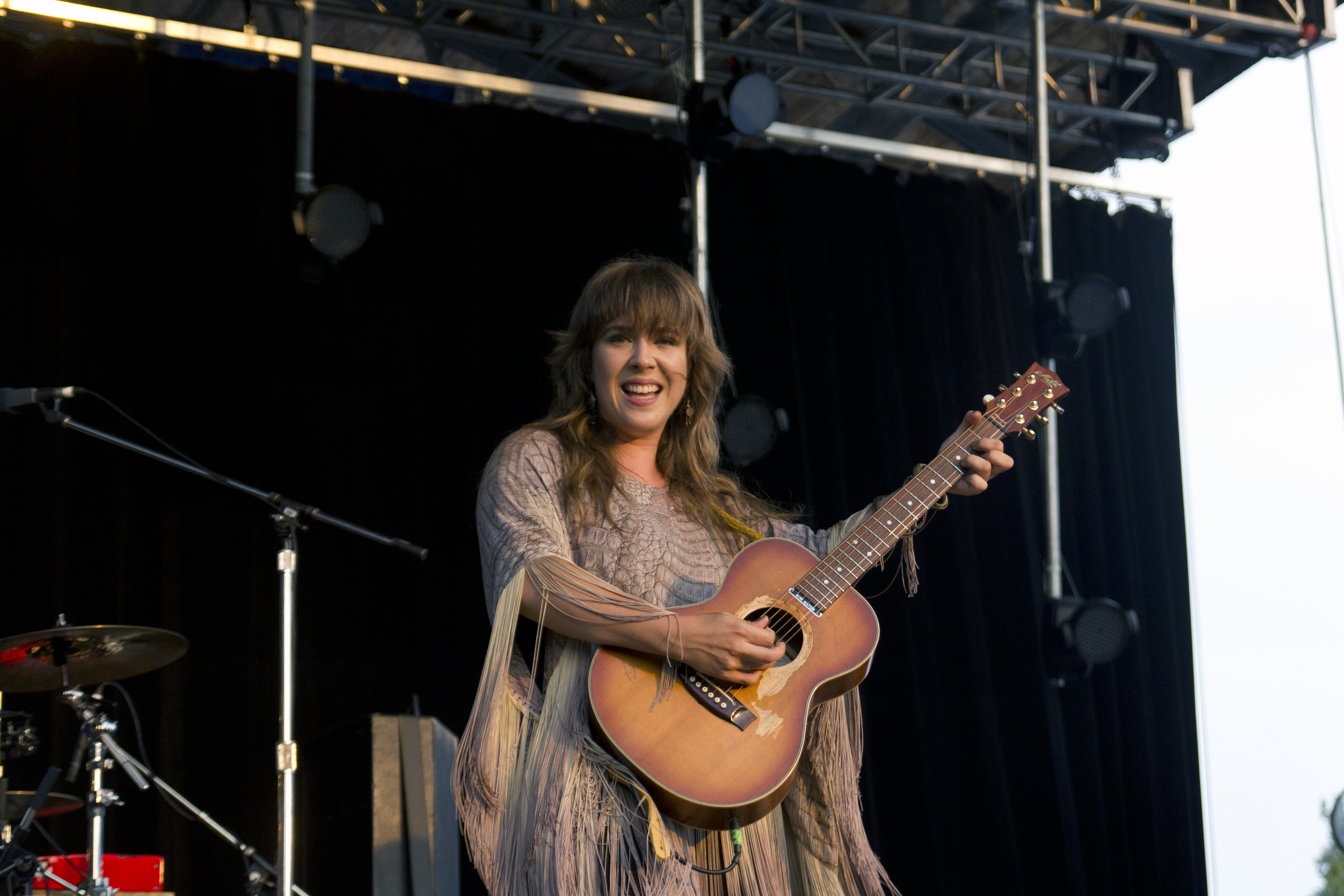
Serena Ryder sur scène au Hillside Festival, en 2011 à Guelph.

## Filmographie
En mars 2014, Ryder perce dans l'industrie du cinéma. En effet, elle a composé la chanson It’s no mistake pour le film The Right Kind of Wrong (en).

## Récompense set distinctions

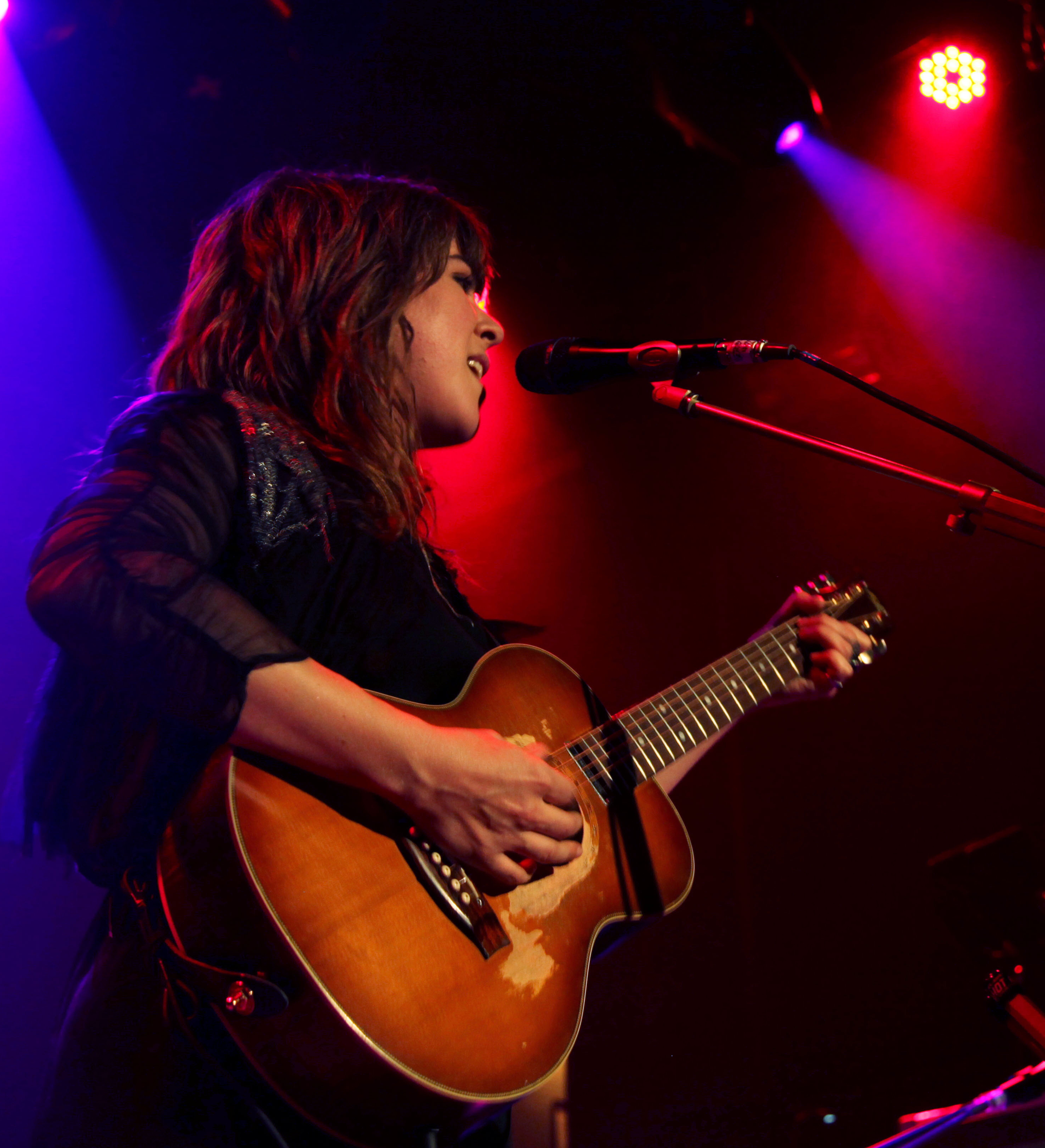
Serena Ryder en concert au Bowery Ballroom en mai 2013.

| Année | Prix                   | Nomination         | Catégorie                            | Résultat |
| ----- | ---------------------- | ------------------ | ------------------------------------ | -------- |
| 2008  | Juno Awards            | Elle-même          | Meilleure artiste de l'année         | Gagné    |
| 2009  | Juno Awards            | Elle-même          | Artiste de l'année                   | nommée   |
| 2009  | Juno Awards            | Is It O.K.         | Album alternatif adulte de l'année   | Gagné    |
| 2010  | Juno Awards            | Little Bit of Red  | Vidéo de l'année                     | Gagné    |
| 2013  | MuchMusic Video Awards | Stompa             | Rock/Alternative Vidéo de l'année    | Gagné    |
| 2013  | Juno Awards            | Stompa             | Single de l'année                    | nommée   |
| 2013  | Juno Awards            | Harmony            | Album adulte alternatif de l'année   | Gagné    |
| 2014  | Juno Awards            | Harmony            | Album de l'année                     | nommée   |
| 2014  | Juno Awards            | What I Wouldn't Do | Single de l'année                    | nommée   |
| 2014  | Juno Awards            | Elle-même          | Compositrice de l'année              | Gagné    |
| 2014  | Juno Awards            | Elle-même          | Artiste de l'année                   | Gagné    |
| 2014  | Juno Awards            | Elle-même          | Fan's Choice Award                   | nommée   |
| 2014  | Canadian Film Awards   | It's No Mistake    | Meilleure musique- chanson originale | Gagné    |
| 2014  | MuchMusic Video Awards | What I Wouldn't Do | Vidéo Pop de l'année                 | nommée   |
| 2014  | MuchMusic Video Awards | What I Wouldn't Do | Post-Production de l'année           | nommée   |

Albums sur le Billboar:
| Année | Album     | Palmarès           | Rang |
| ----- | --------- | ------------------ | ---- |
| 2013  | Harmony   | Top Canadian Album | 11   |
| 2013  | Harmony   | Top Heatseekers    | 12   |
| 2012  | Harmony   | Top Canadian Album | 13   |
| 2009  | Is it O.K | Top Heatseekers    | 1    |
| 2008  | Is it O.K | Top Canadian Album | 22   |

Singles sur le Billboard  :
| Année | Single             | Palmarès                     | Rang |
| ----- | ------------------ | ---------------------------- | ---- |
| 2014  | Fall               | Canadian Hot 100             | 27   |
| 2014  | Heavy Love         | Canadian Hot 100             | 56   |
| 2013  | Fall               | Canadian Hot 100             | 33   |
| 2013  | Stompa             | Canadian Hot 100             | 8    |
| 2013  | Stompa             | Rock Songs                   | 29   |
| 2013  | What I Wouldn't Do | Canadian Hot 100             | 8    |
| 2012  | Stompa             | Canadian Hot 100             | 10   |
| 2007  | Calling to Say     | Hot Canadian Digital Singles | 66   |
| 2007  | Weak in the Knees  | Hot Canadian Digital Singles | 48   |